# تایسن بکفورد
تایسن بکفورد (انگلیسی: Tyson Beckford؛ زادهٔ ۱۹ دسامبر ۱۹۷۰) هنرپیشه و مجری اهل ایالات متحده آمریکا است. از فیلم‌های معروف او می‌توان به توی دریا و معتاد اشاره کرد.